# Мухаммад III (ширваншах)
Мухаммад III (д/н —4 червня 956) — 7-й ширваншах в 948—956 роках. Значно розширив свою державу.

## Життєпис
Походив з лайзанської гілки династії Маз'ядидів. Син Язіда ібн Мухаммада. Його дід лайзаншах Мухаммад зумів 917 року зайняти трон Ширвану, але невдовзі загинув. Новим ширваншахом став Язід. В свою чергу 918 року його син Мухаммад призначається еміром Лайзану. 930 року вступив у конфлікт з Дербентським еміратом. Втім битва біля Шабарану не виявила переможця, тому було укладено мир між державами.
948 року після смерті батька стає новим ширваншахом. Невдовзі стратив брата Ахмада. Призначив еміром Лайзана старшого сина Ахмада, а іншого сина — Хайсама — зумів зробити майсумом Табасарану. Цим значно збільшив вплив в Дагестані. Північні володіння Ширвану підійшли до правобережжя річки Самура.
Невдовзі захопив область Мугань на південь від Ширвану. За цим встановив зверхність над Кабалінським та Шекінським володарями. Водночас встановив дружні стосунки з царством Сарір. 953 року зумів повалити дербентського еміра Ахмада I, але мешканці Дербенту не прийняли намісника ширваншаха. За цих обставин еміром став Хашрам Ахмад, володар Лакза, давній суперник Мухаммада III. У 956 році останній раптово помер, можливо був отруєний візиром ібн аль-Марагі. Трон перейшов до його старшого сина Ахмада.